# Санґсаруд
Санґсаруд (перс. سنگسرود) — село в Ірані, у дегестані Сіярстак-Єйлакі, у бахші Рахімабад, шагрестані Рудсар остану Ґілян. За даними перепису 2006 року, його населення становило 8 осіб, що проживали у складі 4 сімей.

## Клімат
Середня річна температура становить 9,47°C, середня максимальна – 25,32°C, а середня мінімальна – -7,69°C. Середня річна кількість опадів – 379 мм.
| Клімат поселення                              | Клімат поселення | Клімат поселення | Клімат поселення | Клімат поселення | Клімат поселення | Клімат поселення | Клімат поселення | Клімат поселення | Клімат поселення | Клімат поселення | Клімат поселення | Клімат поселення | Клімат поселення |
| Показник                                      | Січ.             | Лют.             | Бер.             | Квіт.            | Трав.            | Черв.            | Лип.             | Серп.            | Вер.             | Жовт.            | Лист.            | Груд.            |                  |
| Середній максимум, °C                         | 2,62             | 3,81             | 6,40             | 13,08            | 18,55            | 22,68            | 25,32            | 25,19            | 21,40            | 17,36            | 11,55            | 5,66             |                  |
| Середня температура, °C                       | −2,54            | −1,33            | 1,24             | 7,92             | 13,40            | 17,53            | 20,47            | 20,35            | 16,54            | 12,52            | 6,70             | 0,82             |                  |
| Середній мінімум, °C                          | −7,69            | −6,49            | −3,91            | 2,78             | 8,25             | 12,38            | 15,63            | 15,49            | 11,71            | 7,67             | 1,86             | −4,02            |                  |
| Норма опадів, мм                              | 36               | 40               | 61               | 47               | 38               | 12               | 10               | 8                | 11               | 34               | 39               | 43               |                  |
| Середньомісячна швидкість вітру, м/с          | 1.98             | 2.50             | 2.67             | 2.73             | 2.42             | 2.23             | 2.10             | 1.90             | 1.84             | 1.82             | 2.21             | 1.93             |                  |
| Середньомісячна сонячна радіація, кДж/м²·день | 7873             | 10185            | 12692            | 16673            | 20688            | 23561            | 23473            | 20882            | 17646            | 12722            | 9516             | 7547             |                  |
| --------------------------------------------- | ---------------- | ---------------- | ---------------- | ---------------- | ---------------- | ---------------- | ---------------- | ---------------- | ---------------- | ---------------- | ---------------- | ---------------- | ---------------- |
| Джерело:                                      |                  |                  |                  |                  |                  |                  |                  |                  |                  |                  |                  |                  |                  |